# Réserve naturelle nationale de l'archipel des Glorieuses
La réserve naturelle nationale de l'archipel des Glorieuses (RNN330) est une réserve naturelle nationale située dans les Terres australes et antarctiques françaises (TAAF). Créée en 2021, elle occupe la même surface que le parc marin qu'elle remplace, et protège plus efficacement l'archipel des Îles Glorieuses situé en son centre. 

## Localisation
La réserve naturelle est sur le territoire des TAAF. Elle se situe à l'embouchure du canal de Mozambique et intègre l'archipel des Îles Glorieuses. La partie terrestre recouvre l'intégralité des îles de l'archipel, c'est-à-dire l'île de Grande Glorieuse, l'île du Lys, les roches Vertes et le rocher du Sud, ainsi que les deux bancs, du Geyser et de la Cordelière. La partie maritime correspond à la zone économique exclusive autour de ces partie émergées.
Les travaux scientifiques dont le développement a été  soutenu par les TAAF depuis 2007 et par le PNM des Glorieuses depuis 2012, ont permis de cartographier ces zones à fort enjeux de conservation. Des périmètres de protection forte ont été proposés pour ces zones à forts enjeux terrestres (zones de protection intégrales) et marins (zones de protection renforcées).

### Zones de protection intégrale (ZPI)
L’île du Lys et les roches Vertes sont classées en ZPI afin de garantir l’exclusion des impacts anthropiques sur ces secteurs naturels abritant une flore et une faune indigène importante particulièrement sensible au dérangement.

### Zones de protection renforcée (ZPR)
- Zone de l'atoll des Glorieuses, soit l'ensemble des eaux situées à une distance de 24 milles nautiques de l’atoll (environ 7 400 km2) ;
- Zone du banc du Geyser, délimitée suivant l’isobathe 3 000 m (environ 1 900 km2) ;
- Zone du banc de la Cordelière, délimitée suivant l’isobathe 3 000 m (environ 1 600 km2)[3].

## Histoire du site et de la réserve
En 2012 est créé le parc naturel marin des Glorieuses. Il est remplacé par la réserve naturelle en 2021. La superficie de la réserve est de 43 700 km2 et celle des terres émergées de 4,3 km2.

## Administration, plan de gestion, règlement

### Outils et statut juridique
La réserve naturelle a été créée par un décret du 8 juin 2021,. Le décret dans son article 43 abroge le décret de création du Parc naturel marin des Glorieuses.

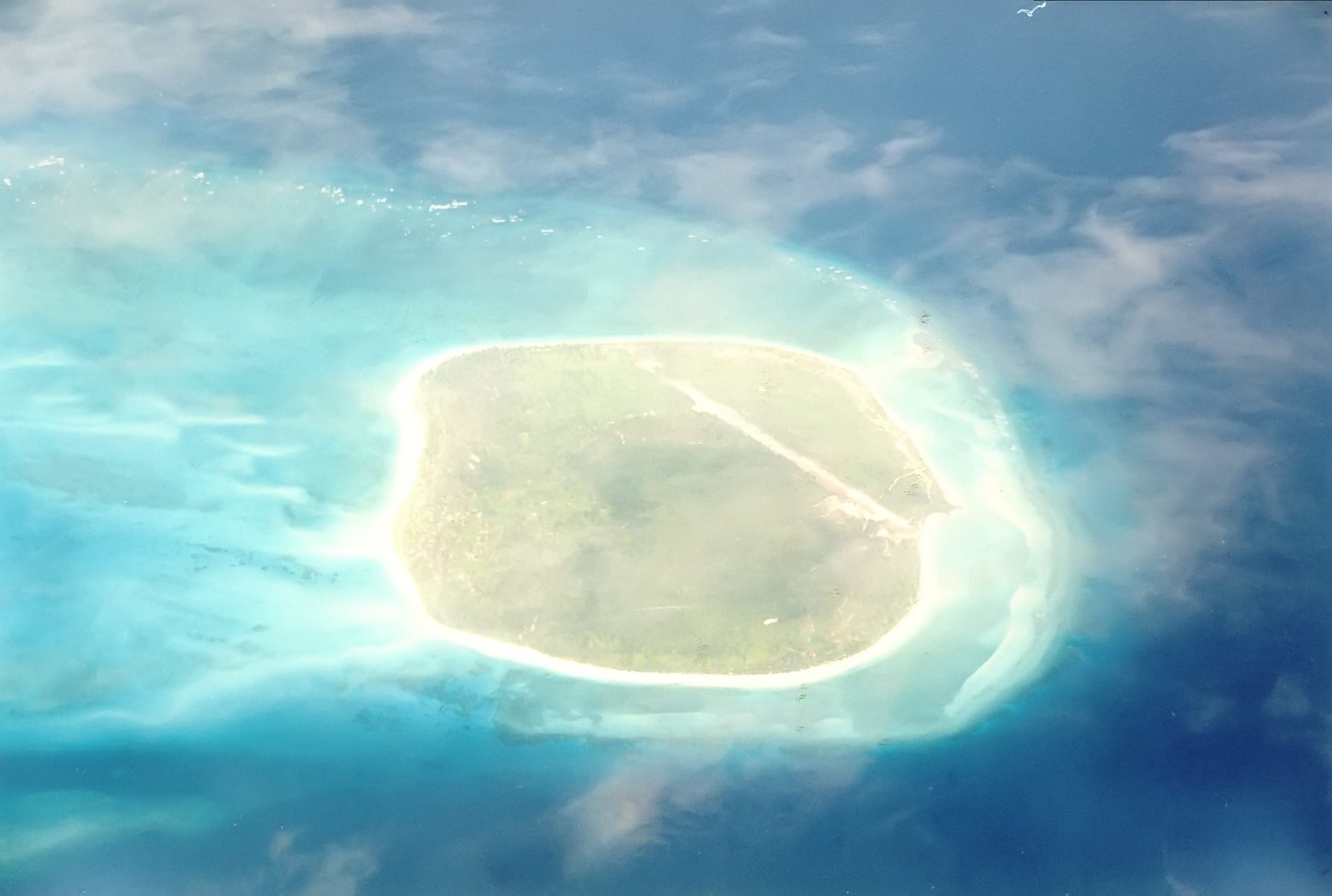
Vue aérienne.
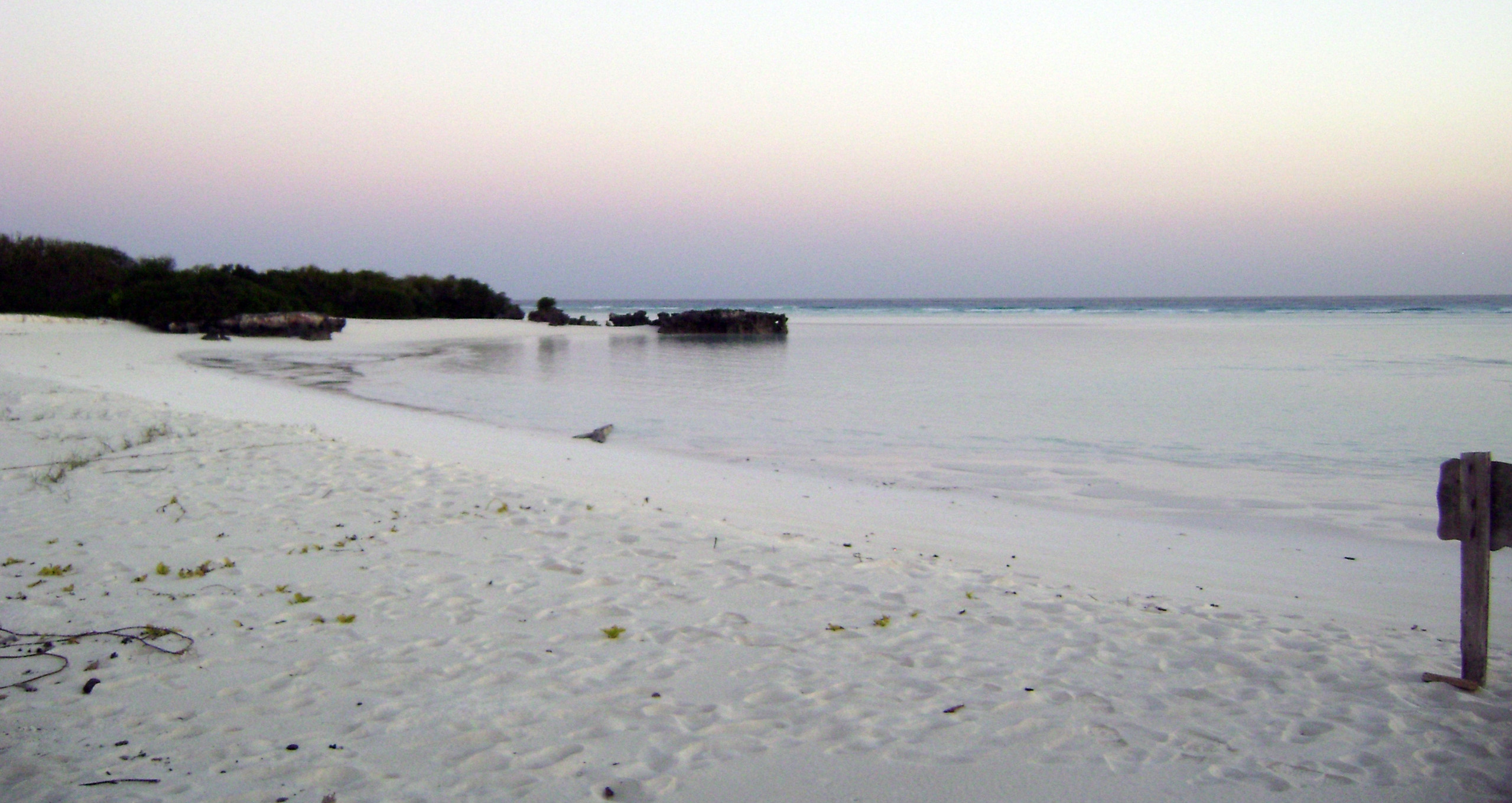
Plage sur Grande Glorieuse.
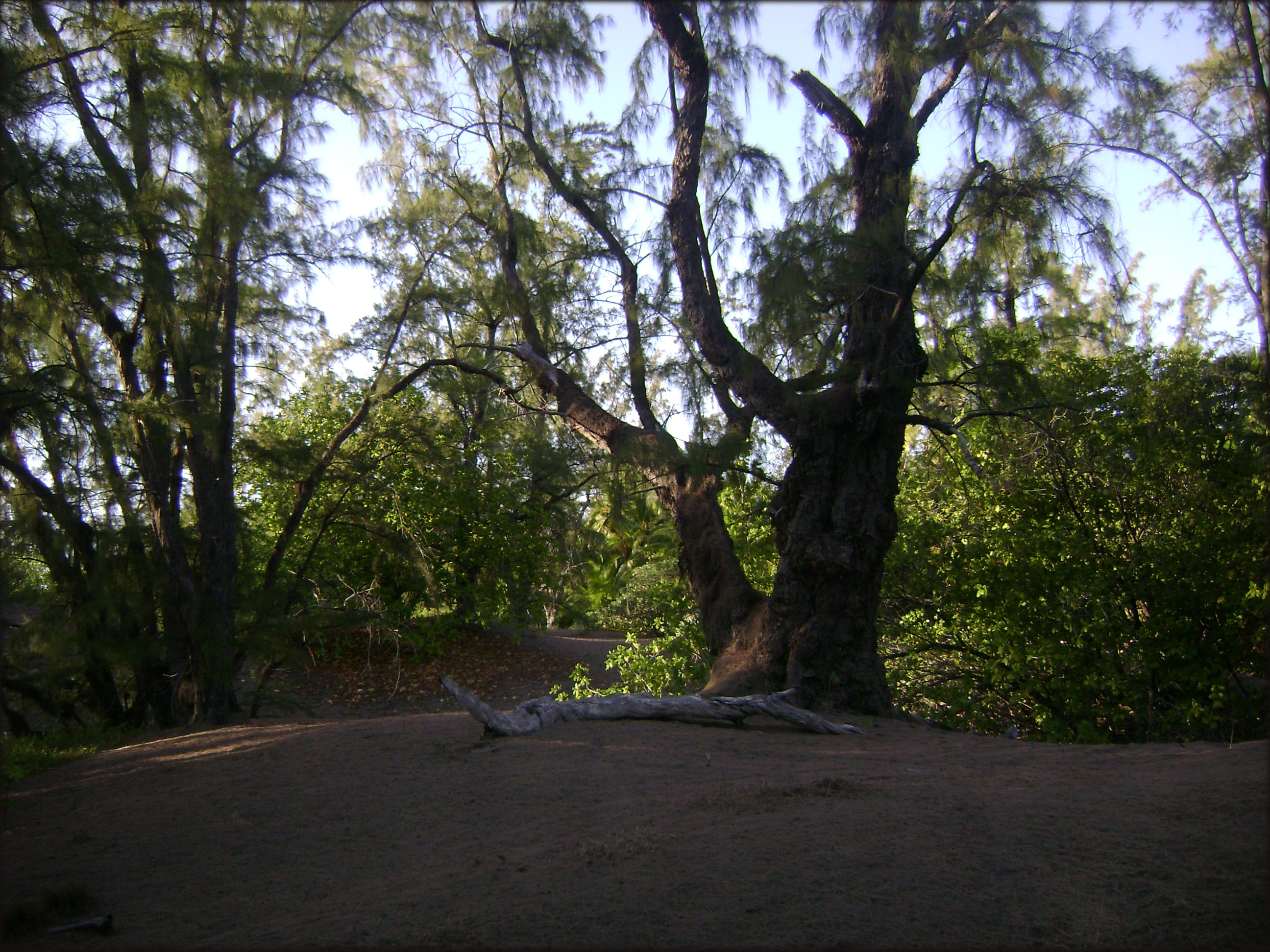
Végétation en bord de plage.
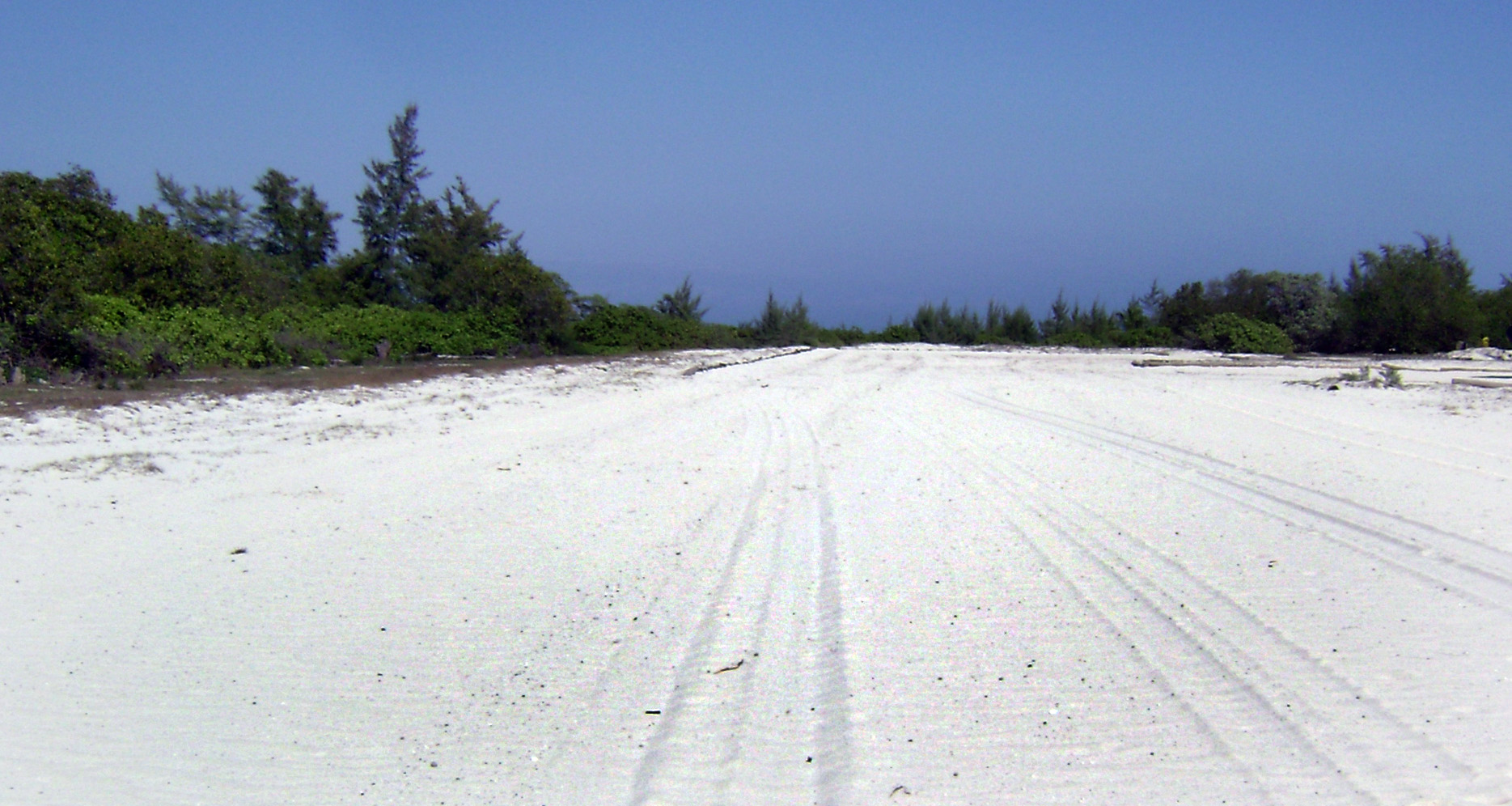
Piste d'atterrissage.
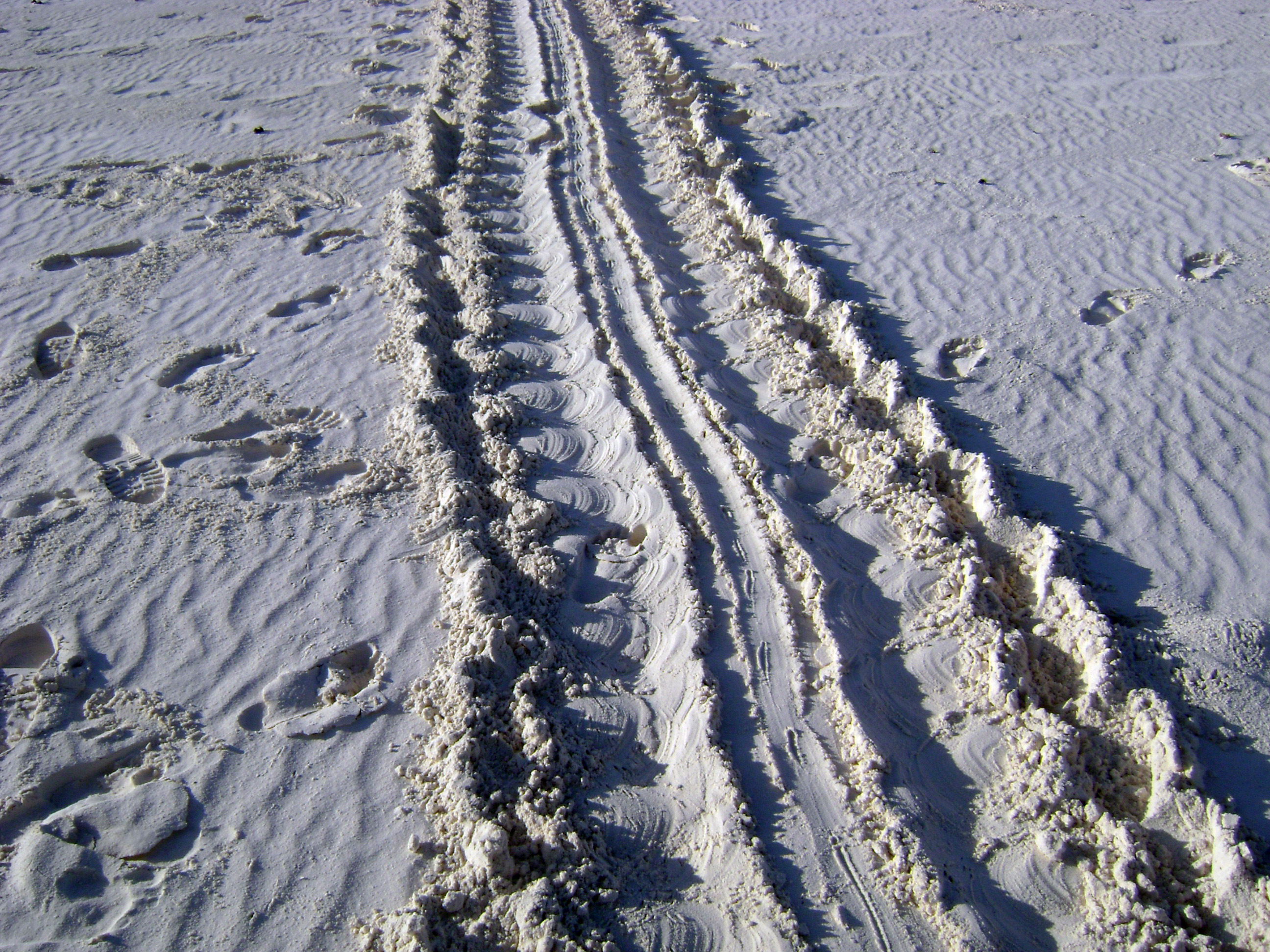
Traces de tortue dans le sable.
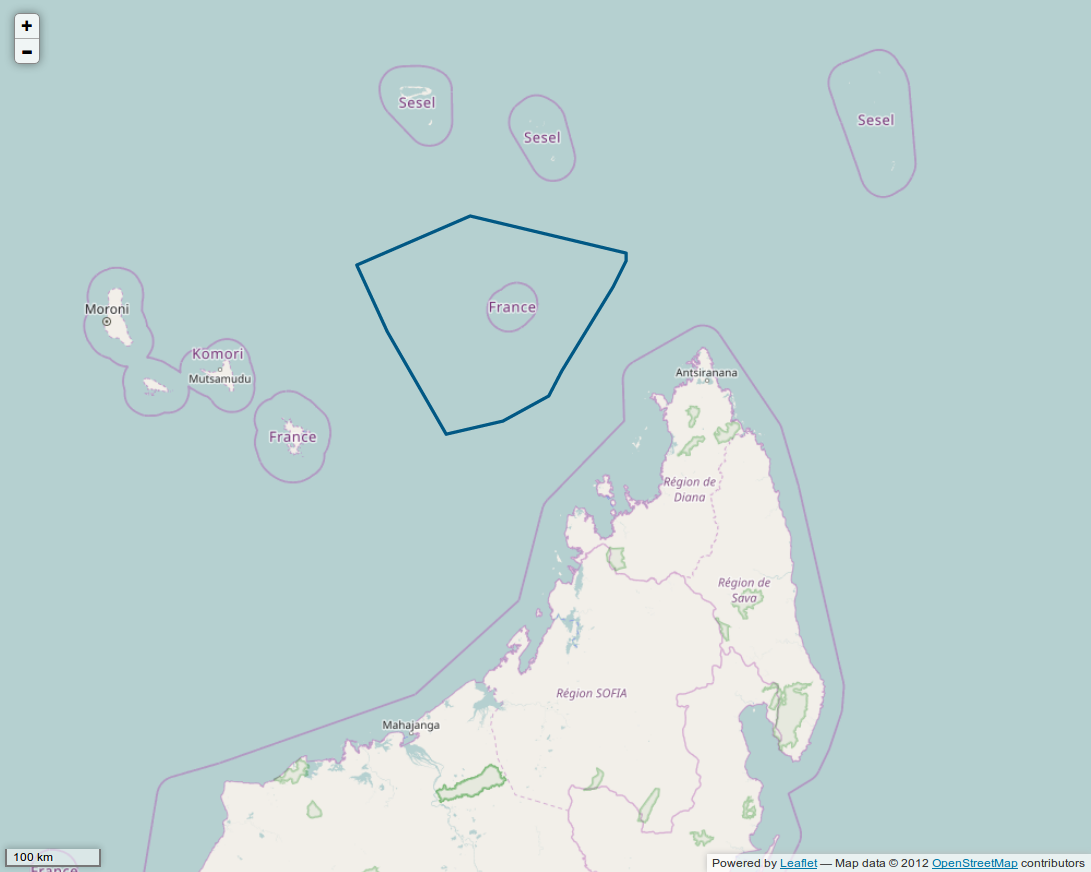
Périmètre de la Réserve